# Nebamun
Nebamun war ein altägyptischer Wesir am Ende der 18. und zu Beginn der 19. Dynastie. Sein Amtsbereich war Unterägypten. Er amtierte wohl von Haremhab bis in die ersten Regierungsjahre von Ramses II.
Er ist nicht zu verwechseln mit dem gleichnamigen mittleren Beamten, der in der ersten Hälfte des 14. vorchristlichen Jahrhunderts während der 18. Dynastie in einem Grab bestattet wurde, das, 1820 entdeckt, Wandmalereien von herausragender Qualität besaß, die sich heute im Britischen Museum befinden.
Nebamun war der Sohn des Priesters Ramose und seiner Frau Scheritra. Er ist bisher nur von wenigen Objekten bekannt. Aus Abydos stammt eine Statue, in einer Rechnung wird sein Haus erwähnt, im Grab TT324 wird er zusammen mit seinem damaligen Amtskollegen Usermont genannt, er erscheint zweimal auf Denkmälern des Hoherpriesters von Osiris Wennefer und scheint in Elkab gebaut zu haben, wo sich ein Block mit seinem Namen fand. Sein eigenes Grab konnte bisher nicht gefunden werden. Es könnte bei Memphis gelegen haben.